# Полноцветное изображение

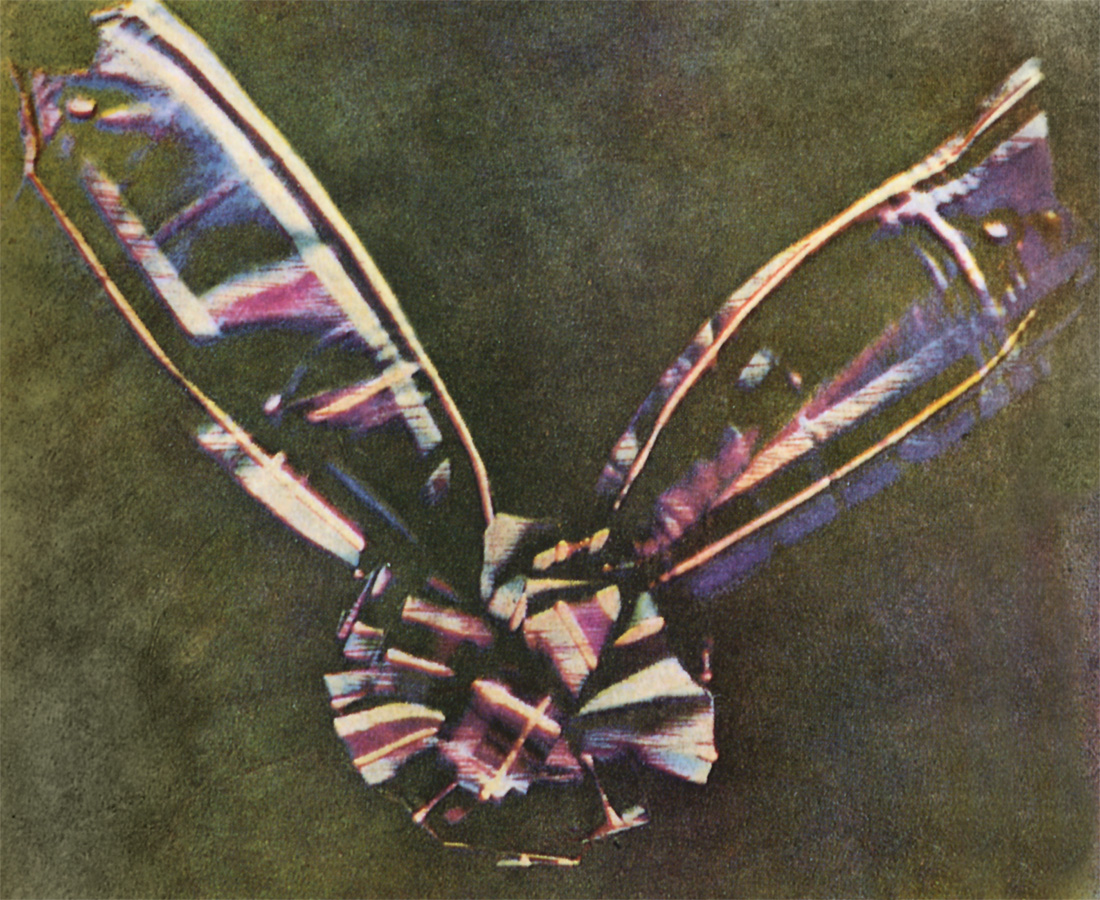
Джеймс Клерк Максвелл, Томас Саттон. Тартановая лента, 1861. Первое в истории достоверное цветное фотографическое изображение

Полноцветное изображение характеризуется представлением конечного синтезированного цвета на основе его компонентов в заданной цветовой модели (RGB, CMYK или др.).
В отличие от цветного индексированного изображения такое изображение представляет цвет любого элемента непосредственно через значения каждого компонента в заданной цветовой модели.